# Església de Sant Antoni de Calonge
L'Església de Sant Antoni de Calonge és l'Església parroquial del nucli de Sant Antoni de Calonge al Baix Empordà. És un monument protegit com a bé cultural d'interès local.

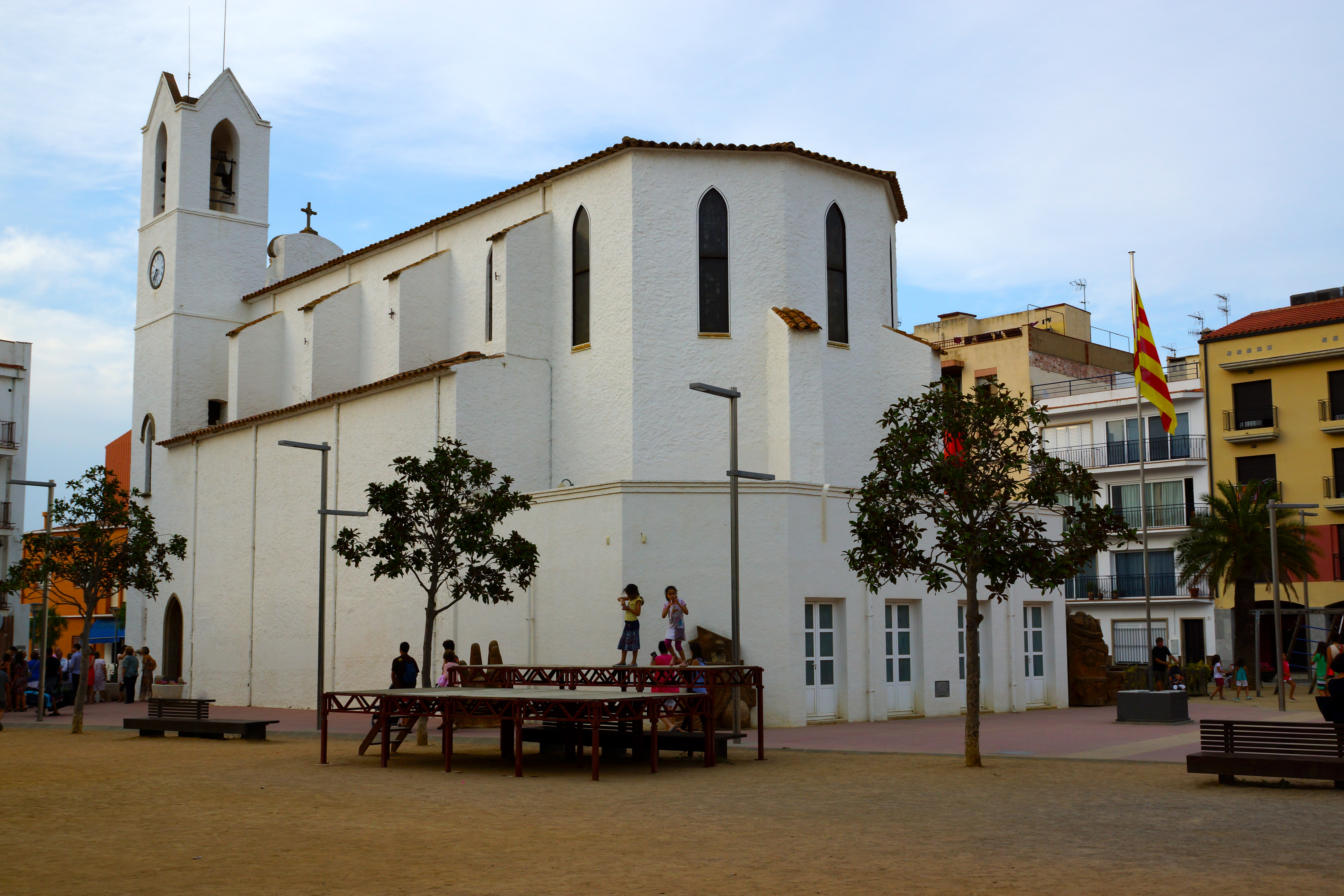
Façana oriental i cor

L'any 1923 s'inaugurà aquest temple, d'estil neogòtic, per satisfer les necessitats de la nova barriada de sant Antoni. El 1936 va ser destruïda i no es va acabar de restaurar fins a la dècada del 1950. El seu interès arquitectònic és molt limitat. Es tracta d'un edifici d'una sola nau de quatre trams amb tres altars per banda: a la dreta la Dolorosa, el Carme, i un altre sense dedicar; a l'esquerra, el sant Pere, sant Llop (co-patró) i el de Sagrat Cor de Jesús. A l'absis poligonal hi ha l'altar major dedicat a sant Antoni de Pàdua. Als peus del temple es troba el cor sustentant per un arc toral i amb barana de pedra treballada. A la part alta hi ha onze finestres ogivals molt estilitzades què il·luminen l'interior a través dels vitralls. Tot el parament està emblanquinat exceptuant els nervis i pilastres que han estat pintats de gris. Els frontis té una porta, flanquejada per dues finestres i una finestra geminada al capdamunt, tots ells d'arcs apuntats.
A la part més alta hi ha un rosetó. Al costat dret s'aixeca un campanar de planta quadrada amb rellotge. Tot l'exterior ha estat arrebossat i emblanquinat menys les parts de motlluratge que són de pedra vista.